# Maisborn

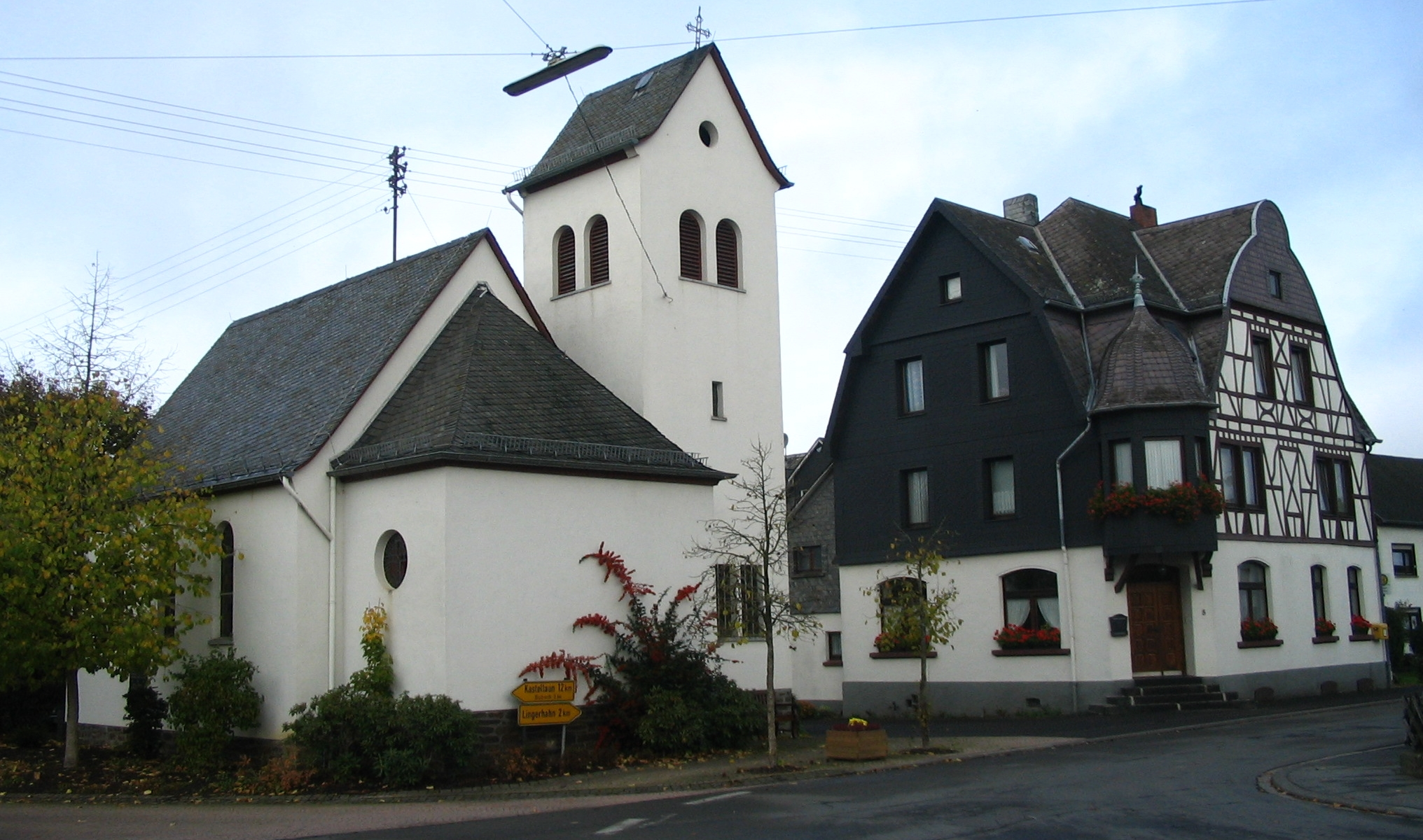
Ortszentrum von Maisborn

Maisborn ist eine Ortsgemeinde im Rhein-Hunsrück-Kreis in Rheinland-Pfalz. Sie gehört der Verbandsgemeinde Hunsrück-Mittelrhein an. Maisborn ist ein staatlich anerkannter Erholungsort.

## Geografie
Maisborn liegt im Hunsrück in der Nähe der Bundesautobahn 61.

## Geschichte
Maisborn wird 1275 in einem Vergleich des Kapitels von St. Martin zu Worms mit Hermann von Milwalt als Mennichisburnen erstmals genannt. In diesem Vergleich geht es um den Zehnten in Maisborn und umliegenden Dörfern, den die Familie derer von Milwalt schon seit Generationen innehatte. Zumindest die Hälfte des Dorfes muss in dieser Zeit Allodialbesitz derer von Milwalt gewesen sein. Im Jahre 1330 trägt der Wepeling Theoderich von Milewald 1330 dann das halbe Dorf und 1333 die Gerichtsbarkeit zu Mensborn Kurtrier zu Lehen auf.
Im 15. Jahrhundert gelangte der Ort auf unbekanntem Weg an das Herzogtum Pfalz-Simmern. Ab 1673 gehörte Maisborn zu Kurpfalz. Mit der Besetzung des linken Rheinufers 1794 durch französische Revolutionstruppen wurde der Ort französisch. 1815 wurde er auf dem Wiener Kongress dem Königreich Preußen zugeordnet. Seit 1946 ist der Ort Teil des damals neu gebildeten Landes Rheinland-Pfalz.

## Politik

### Gemeinderat
Der Gemeinderat in Maisborn besteht aus sechs Ratsmitgliedern, die bei der Kommunalwahl am 9. Juni 2024 in einer Mehrheitswahl gewählt wurden, und dem ehrenamtlichen Ortsbürgermeister als Vorsitzendem.

### Bürgermeister
Ortsbürgermeister ist Reinhold Lauderbach. Bei der Direktwahl am 26. Mai 2019 wurde er mit einem Stimmenanteil von 84,21 % in seinem Amt bestätigt. Da für die Direktwahl am 9. Juni 2024 kein Wahlvorschlag eingereicht wurde, obliegt die Neuwahl gemäß rheinland-pfälzischer Gemeindeordnung dem Gemeinderat. Da der Rat auf seiner konstituierenden Sitzung am 5. August 2024 keinen Kandidaten finden konnte, fand an diesem Tag keine Neuwahl statt.

### Wappen
| Wappen von Maisborn | Blasonierung: „Gespalten vorne in Schwarz ein rotbewehrter, -gezungter und -gekrönter goldener Löwe, hinten unter blau-gold geschachtem Feld in Silber ein blauer Schalenbrunnen mit geteiltem Wasserstrahl.“ |
| Wappen von Maisborn | |